# Spirorbis spatulatus
Spirorbis spatulatus är en ringmaskart som beskrevs av Knight-Jones 1978. Spirorbis spatulatus ingår i släktet Spirorbis och familjen Serpulidae. Inga underarter finns listade i Catalogue of Life.